# Référendum polonais de 1987
Le référendum polonais sur les réformes économiques et politiques est organisé par le régime communiste de la République populaire de Pologne, le 29 novembre 1987. 

## Contexte politique
Depuis l'accession de Mikhail Gorbatchev à la tête de l'URSS, sa politique de perestroïka et de glasnost déteint sur les démocraties populaires. Ainsi, alors que les régimes dictatoriaux est-européens commencent à entrevoir une possibilité de libéralisation, paradoxalement cela se retourne contre eux. La chape de plomb qu'imposent les dictatures communistes depuis la fin des années 1940 aux peuples se soulève mais ne fait en réalité qu'amplifier des contestations qui étaient en germe depuis longtemps. Ce référendum est ainsi considéré comme le premier échec électoral communiste est-européen depuis quarante ans.

## Sujets abordés
Le but de ce dernier était d'obtenir l'aval populaire en vue de réformes économiques et politiques difficiles. Les électeurs ont été invités à répondre « oui » ou « non » à deux questions :
1. Êtes-vous favorable à une réforme économique radicale ?
2. Êtes-vous pour une démocratisation profonde de la vie politique ?

La première proposition permettrait au gouvernement de mener à bien un « programme gouvernemental complet de reprise économique radicale » visant à « améliorer les conditions de vie », étant entendu que cela nécessiterait une période « difficile » de deux à trois ans de « changements rapides ». 
La seconde aboutirait à l'introduction d'un nouveau « modèle polonais » pour « démocratiser la vie politique », visant à renforcer l'autonomie gouvernementale, à étendre les droits des citoyens et à accroître leur participation à la gestion du pays.

## Résultats
Environ un tiers des électeurs n'ont pas participé, en guise de défiance envers le régime communiste.
Seulement 44 % des 26 millions de Polonais votent « oui » à la question portant sur la réforme économique et politique (question 1) et 46 % votent « oui » à la question de démocratisation du pays (question 2). Le référendum est un échec même si la majorité des suffrages exprimés ont soutenu les propositions du gouvernement (respectivement des 66 % et 69 %). En effet, selon les règles du référendum, la majorité des électeurs éligibles devaient voter oui pour qu'il soit adopté conformément. La majorité des Polonais n'ont pas voté « oui » notamment ceux qui ont boycotté le scrutin.
L'échec du référendum qui en a résulté était sans précédent, car c'était la première fois qu'un gouvernement communiste d'Europe de l'Est perdait un vote.

## Sources
- (en) Cet article est partiellement ou en totalité issu de l’article de Wikipédia en anglais intitulé « Polish political and economic reforms referendum, 1987 » (voir la liste des auteurs).